# Вебер, Гарольд
Гарольд Вебер (англ. Harold Weber; 20 марта 1882, Толидо, Огайо — 7 ноября 1933, Литлтон, Нью-Гэмпшир) — американский гольфист, бронзовый призёр летних Олимпийских игр 1904.
На Играх 1904 в Сент-Луисе Вебер участвовал в двух турнирах. В командном он занял 22-е место, и в итоге его команда стала третьей и получила бронзовые награды. В одиночном разряде он занял 16-е место в квалификации, но пройдя в плей-офф, закончил соревнование уже в первом раунде.